# Panama (Oklahoma)
Panama ist eine Kleinstadt im Le Flore County im Osten des US-amerikanischen Bundesstaates Oklahoma. Das U.S. Census Bureau hat bei der Volkszählung 2020 eine Einwohnerzahl von 1.269 ermittelt.

## Geographie
Panama liegt zwischen dem südlich gelegenen Shady Point und dem nordöstlich gelegenen Spiro. Poteau, der Verwaltungssitz (County Seat) des Le Flore County ist in einer Entfernung von etwa 15 Kilometer im Süden gelegen. Die Großstadt Fort Smith im Bundesstaat Arkansas befindet sich ca. 30 Kilometer entfernt im Nordosten. Die Hauptverkehrsstraßen U.S. Highway 59 bzw. U.S. Highway 271 verlaufen mitten durch die Stadt.

## Geschichtliches
Erste Siedlungen in der Gegend wurden nach dem Auffinden von Kohle und deren Gewinnung im Bergbau angelegt. Der Ort wurde zunächst wegen vieler rot angestrichener Gebäude „Red Town“ genannt. Im Jahre 1890 lebten dort etwa einhundert Personen. Nachdem 1896 die Kansas City, Pittsburg and Gulf  Railroad (später von der Kansas City Southern Railway übernommen) sowie danach auch die Midland Valley Railroad eine Bahnstation am heutigen Ort Panama in Betrieb nahmen, siedelten sich dort weitere Bevölkerungsgruppen an und entwickelten einen Warenumschlagsplatz. 1898 erhielt die Stadt den heutigen Namen Panama. Einige Chronisten geben an, dass der Name der Stadt in Anlehnung an den Panamakanal angenommen wurde.  In den 1930er Jahren ging die Kohleförderung zunächst zurück und es entwickelten sich landwirtschaftliche Betriebe. Nach der Inbetriebnahme eines mit lokaler Kohle befeuerten Kraftwerks durch die Applied Energy Services Corporation im angrenzenden Shady Point im Jahre 1991 ergaben sich neue Industriearbeitsplätze.

## Demografische Daten
Im Jahre 2011 wurde eine Einwohnerzahl von 1416 Personen ermittelt, was eine Zunahme um 4,0 % gegenüber dem Jahr 2000 bedeutet. Das Durchschnittsalter der Bewohner lag im Jahre 2011 mit 37,8 Jahren unter dem Durchschnittswert von Oklahoma, der 40,6 Jahre betrug. Der Anteil der Ureinwohner wurde mit rund 13 % angegeben.